# Kombinat Kernkraftwerke
Das VE Kombinat Kernkraftwerke „Bruno Leuschner“ Greifswald war ein Kombinat der Kernkraftwerke in der Deutschen Demokratischen Republik (DDR).
Das Kombinat ging aus der VVB Kraftwerke Cottbus hervor, die zum 1. Oktober 1980 aufgelöst wurde. In diesem Zuge wurden das Kombinat Braunkohlekraftwerke und das Kombinat Kernkraftwerke gegründet. Das Kombinat Kernkraftwerke umfasste dabei die Kernkraftwerke Rheinsberg und Greifswald sowie den VEB Kernkraftwerk Stendal, als Auftraggeber des im Aufbau befindlichen Kernkraftwerk Stendal und das Institut für Energetik als wissenschaftlich-technisches Zentrum. Über den VEB Kernkraftwerke Greifswald-Rheinsberg mit Sitz in Lubmin – der später als VEB Kernkraftwerk „Bruno Leuschner“ Greifswald firmierte – gehörte auch das Endlager Morsleben zum Kombinat.
Das Kombinat unterstand dem Ministerium für Kohle und Energie. Weitere zentral geleitete Kombinate im Zuständigkeitsbereich dieses Ministeriums sind in der Liste von Kombinaten der DDR aufgeführt.
Im Zuge der Wende und im Vorgriff auf die kommende Wiedervereinigung wurde das Kombinat 1990 aufgelöst und zum 1. Juli 1990 zur Energiewerke Nord AG (EWN) umgewandelt. Als Gesellschafter fungierte zuerst die Treuhandanstalt, ab 1995 die Beteiligungs-Management-Gesellschaft mbH Berlin und ab 2000 das Bundesfinanzministerium. Die Reaktoren in Greifswald und Rheinsberg wurden bereits mehrere Monate vor der Wiedervereinigung stillgelegt. Das KKW Stendal ging nie in Betrieb. Die Energiewerke Nord, die seit 2007 unter dem Namen EWN Entsorgungswerk für Nuklearanlagen firmieren, sind mit Stand von 2025 zu 100 % in Bundeseigentum und agieren als privatrechtliches Unternehmen auf dem Gebiet des Rückbaus und der Entsorgung nuklearer Anlagen.

## Zugehörige Betriebe
Zum Kombinat gehörten zuletzt die folgenden Betriebe: 
- VEB Kernkraftwerk „Bruno Leuschner“ Greifswald, (Stammbetrieb)
- VEB Kernkraftwerk Stendal
- Institut für Energetik Leipzig (IfE)

## Trivia
Das Kombinat trug den Ehrennamen „Bruno Leuschner“ nach dem ehemaligen Vorsitzenden der Staatlichen Plankommission. Auch der Stammbetrieb des Kombinats trug diesen Ehrennamen.